# Veľopolie
Veľopolie (em húngaro: Szélesmező) é um município da Eslováquia, situado no distrito de Humenné, na região de Prešov. Tem 7,86 km² de área e sua população em 2018 foi estimada em 368 habitantes.

## Demografia
| Ano:        | 1994 | 2004   | 2014    | 2024   |
| ----------- | ---- | ------ | ------- | ------ |
| Broj ljudi: | 311  | 321    | 363     | 377    |
| Razlika:    |      | +3,21% | +13,08% | +3,85% |

| Ano:               | 2023 | 2024   |
| ------------------ | ---- | ------ |
| Número de pessoas: | 374  | 377    |
| Diferença:         |      | +0,80% |